# 1378 Leonce
1378 Leonce este un asteroid din centura principală, descoperit pe 21 februarie 1936, de Fernand Rigaux.